# 허무니
허무니(중국어: 何沐妮, 영어: Lily Muni He, 1999년 6월 17일 ~ )는 중국의 여자 프로 골프 선수이다.

## 생애
허무니는 1999년생으로 중국 쓰촨성 청두시 출신이다. 허무니는 캐나다를 거쳐 미국에서 고등과정을 마쳤고 서던 캘리포니아대학에 진학했다. 허무니는 7살 때부터 골프를 시작해 골프에 재능을 알고 본격적으로 골프선수 준비를 시작했다고 알려져 있다. 미국 캘리포니아주에서 골프선수로 활동하고 2018년 12월에 프로로 전향했다.

## 출전 대회
- 2008년 세계 골프 주니어 선수권 2위
- 2009년 ~ 2010년 주니어 세계골프선수권 대회 2위
- 2015년 미국 폴로 주니어 클래식 우승
- 2015년 US 여자 오픈 본선 진출
- 2017년 미네소타 인비테이셔널 우승
- 2018년 프라스코 채리티 챔피언십 우승
- 2019년 LPGA Q시리즈 우승